# Veljko Mićunović (režiser)
Veljko Mićunović (Bar, 1986) je crnogorski i srpski pozorišni reditelj.

## Biografija
Diplomirao je pozorišnu režiju na beogradskom Fakultetu dramskih umetnosti, u klasi profesora Egona Savina.
Kao asistent režije sarađivao je sa Jiržijem Menclom i Paolom Mađelijem. 
Nakon ispitne predstave po Fejdoovom tekstu „Ne šetaj se gola“, slede predstave “U lovu na bubašvabe“, “Eldorado” (Jugoslovensko dramsko pozorište), “Otelo” (Grad teatar Budva/Zetski dom/Festival MESS), “Revizor”, “Urnebesna tragedija”, “Samoubica” (Crnogorsko narodno pozorište, Podgorica), “Život je pred tobom”, “Smrt trgovačkog putnika”, “Anđeli čuvari” , “Demokratija”, “Švejk” (Beogradsko dramsko pozorište), “Nesporazum”, “Prah”, Očevi i oci” (Narodno pozorište Beograd), “Kičma”, “Radnička hronika” (Narodno pozorište Subotica), "Garderober" (SNG Maribor), “Kafka Machine”, “Iskupljenje” (Srpsko narodno pozorište). 
Predstave koje je režirao gostovale su na više od trideset festivala u Srbiji i u inostranstvu. Među njima su: Sterijino pozorje, Bitef, Drama festival- Ljubljana, Festival MESS- Sarajevo, Ex ponto- Ljubljana, Grad teatar- Budva itd.
Dobitnik je Sterijine nagrade za režiju, specijalne Sterijine nagrade, nagrade „Ardalion“ za najbolju režiju na Jugoslovenskom pozorišnom festivalu „Bez prevoda“ u Užicu, Nagrade Narodnog pozorišta u Beogradu za najbolju predstavu, Godišnje nagrade Beogradskog dramskog pozorišta, nagrade za režiju na „Danima Zorana Radmilovića“ u Zaječaru, nagrade za najbolju režiju na Festivalu „Vršačka pozorišna jesen“, nagrade za režiju na Teatar festu „Petar Kočić“…
Kao kreator i reditelj potpisuje televizijsku seriju Poseta.